# .mg
.mg este un domeniu de internet de nivel superior, pentru Madagascar (ccTLD).